# Itaipu-vízerőmű
Az Itaipu-vízerőmű (eredeti nevén Central Hidroeléctrica Itaipú Binacional vagy Usina Hidrelétrica Itaipu Binacional) a dél-amerikai Paraná folyón, Paraguay és Brazília között épült. Az építkezés 1975-től 1991-ig tartott. 1984. május ötödikén nyitották meg és építették folyamatosan tovább. Elkészültéig 12,3 millió m³ acélt és betont használtak fel. 2016-ban teljesítmény-világrekordot állított fel (103 098 366 MWh), amit 2020-ban a kínai Három-szurdok-vízerőmű megdöntött. Felépítésével megszűnt a Guaíra- (Sete Quedas) vízesés, amely addig a világ második legnagyobb hozamú vízesése volt (13 310 m³/s).
|  |